# 荻田長磐
荻田 長磐（おぎた ながいわ）、通称荻田 隼人（おぎた はやと）は、江戸時代初期の越後高田藩家老。荻田勝定の子で、荻田主馬（三代目）の名で有名な荻田長繁の孫。妻は神尾守勝の娘。子に荻田本繁、神尾守勝がいる。

## 経歴
寛永12年（1635年）、父・勝定の死去により家督を継ぎ、高田藩家老・糸魚川城代（1万4千石）となる。筆頭家老の小栗正重と共に藩政を支え、藩主松平光長（越後中将家）を補佐した。また、正重と共に新田開発を推進し、現在の南魚沼市新堀新田は、長磐により開発された村という。
寛文5年（1666年）に発生した越後高田地震により、正重ともども圧死した。
長男の本繁は越後騒動の中心人物として知られる。次男の吉繁は旗本・神尾守正の末期養子となり、神尾守勝と名乗った。